# Karin Booth

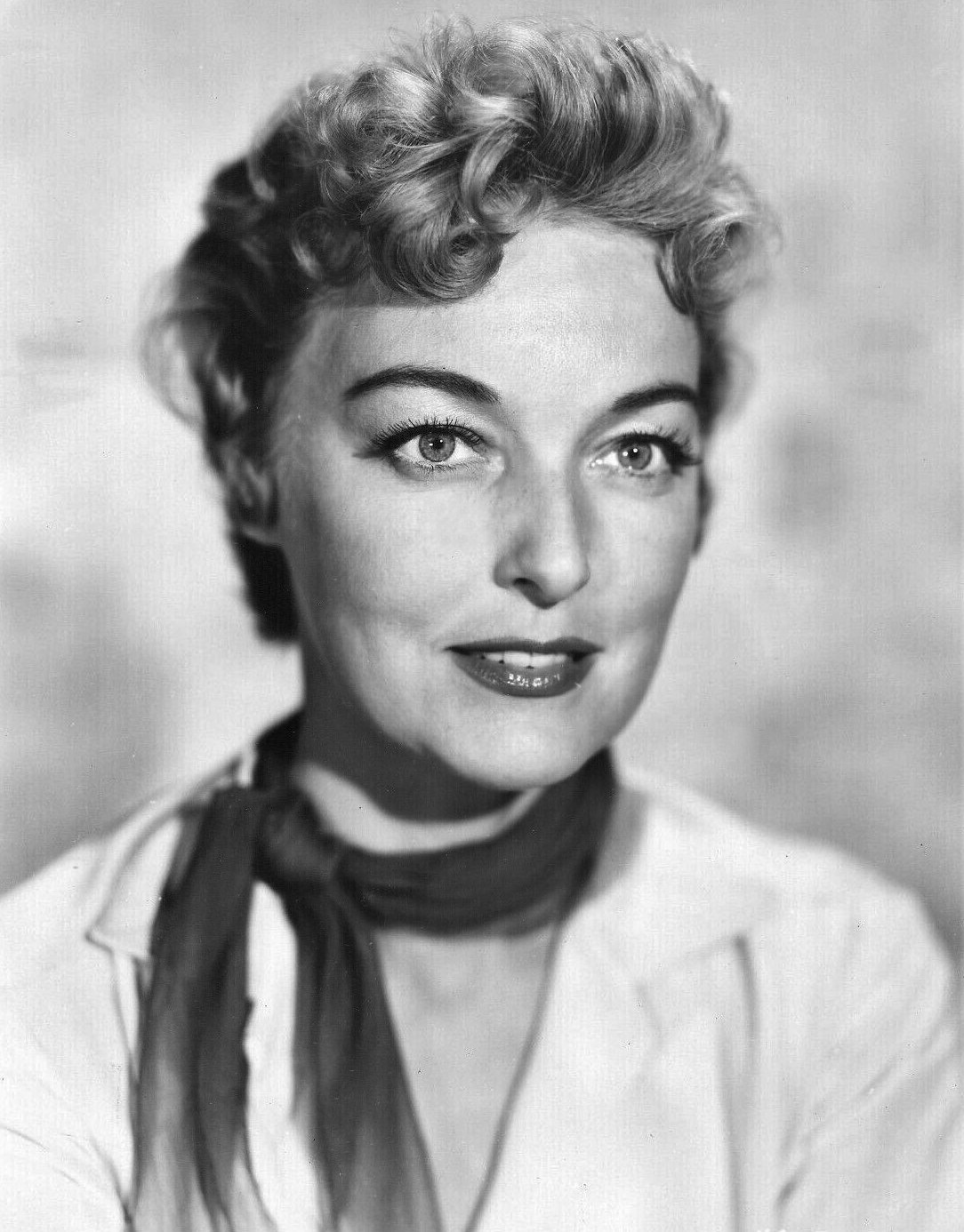
Karin Booth

Karin Booth, geboren als June Francis Hoffmann (* 19. Juni 1916 in Minneapolis, Minnesota; † 27. Juli 2003 in Jupiter, Florida), war eine US-amerikanische Schauspielerin und Model.

## Leben und Karriere
June Francis Hoffmann wurde 1916 als Tochter von Francis T. und Ebba V. Hoffmann geboren. Mit ihrer Familie lebte sie in Portland und Los Angeles und besuchte die John Marshall High School. 1939 begann sie ihre Karriere als Model und Chormädchen. 1941 wurde sie unter dem Namen Katharine Booth bei Paramount Pictures unter Vertrag genommen. Sie änderte ihren Künstlernamen 1942 dann in Karin Booth.
Nachdem sie lange nur kleine Rollen gespielt hatte, erhielt sie ab Mitte der 1940er-Jahre zunehmend bessere Parts. Sie bekam Rollen in Spielfilmen wie Ein Tanz ohne Ende (1947), Tobor the Great (1954), Der Teufel holt sie alle (1958), Die Todesschlucht (1950) und Das Zigeunermädchen (1954). Auch im Fernsehen hatte sie einige Auftritte. Zu Beginn ihrer Karriere galt sie als Joan-Crawford-Doppelgängerin und wurde oft gesehen, wie sie Mickey Rooney, Sterling Hayden und John Hodiak umwarb.
1964 ging Booth in den Ruhestand und lebte in Jupiter, Florida, wo sie am 27. Juli 2003 starb und eingeäschert wurde, wobei ihre Asche im Meer verstreut wurde.

## Privatleben
1948 heiratete sie den Sportler Allan Pinkerton Carlisle aus Palm Beach und hatte mit ihm zwei Söhne. 1959 erwartete sie ein mittleres Kind, verlor das Baby jedoch unerwartet während der Dreharbeiten zu Die Krone des Lebens.

## Filmografie (Auswahl)
- 1941: Das goldene Tor (Hold Back the Dawn)
- 1941: Louisiana Purchase
- 1942: Die Narbenhand (This Gun for Hire)
- 1942: Liebling, zum Diktat (Take a Letter, Darling)
- 1942: Mabok, der Schrecken des Dschungels (Beyond the Blue Horizon)
- 1942: Musik, Musik (Holiday Inn)
- 1942: Lodernde Flammen (The Forest Rangers)
- 1942: Star Spangled Rhythm
- 1943: Dr. Gillespie’s Criminal Case
- 1943: Girl Crazy
- 1944: Mein Schatz ist ein Matrose (Two Girls and a Sailor)
- 1944: Badende Venus (Bathing Beauty)
- 1944: Abenteuer im Harem (Lost in a Harem)
- 1944: Dreißig Sekunden über Tokio (Thirty Seconds Over Tokyo)
- 1945: Broadway Melodie 1950 (Ziegfeld Follies)
- 1945: Der Wundermann (Wonder Man)
- 1945: Abbott and Costello in Hollywood
- 1946: Eine Falle für die Braut (Easy to Wed)
- 1946: Bis die Wolken vorüberzieh’n (Till the Clouds Roll By)
- 1947: Tanz ohne Ende (The Unfinished Dance)
- 1948: Big City
- 1949: Angst vor der Schande (My Foolish Heart)
- 1950: Die Todesschlucht von Arizona (The Cariboo Trail)
- 1950: Der letzte Freibeuter (Last of the Buccaneers)
- 1952: Zwei räumen auf (Cripple Creek)
- 1953: Diese Frau vergißt man nicht (Let’s Do It Again)
- 1954: Das Zigeunermädchen von Sebastopol (Charge of the Lancers)
- 1954: Urwald in Aufruhr (Jungle Man-Eaters)
- 1954: Tobor the Great
- 1955: Häuptling Schwarzer Pfeil (Seminole Uprising)
- 1955: Unbesiegt (Top Gun)
- 1957: Kampf über den Wolken (The Crooked Sky)
- 1957: Alfred Hitchcock Presents (Fernsehserie, Folge 3x08)
- 1958: The World Was His Jury
- 1958: Dezernat M (M Squad, Fernsehserie, Folge 1x28)
- 1958: Perry Mason (Fernsehserie, Folge 1x30 Der Fall mit dem gefälschten Diktat)
- 1958: Der Teufel holt sie alle (Badman’s Country)
- 1959: Die Krone des Lebens (Beloved Infidel)